# Rez Ball
Rez Ball är en amerikansk sport- och dramafilm från 2024. Filmen är regisserad av Sydney Freeland som också skrivit filmens manus tillsammans med Sterlin Harjo och Michael Powell. Filmen hade premiär den 27 september 2024 på Netflix.

## Handling
Filmen kretsar kring ett basketlag med rötterna i Arizonas Navajo Nation. När de förlorar sin bästa spelare måste de sluta leden för att hålla drömmen om mästerskapstiteln vid liv.

## Rollista (i urval)
- Jessica Matten
- Julia Jones
- Amber Midthunder
- Kiowa Gordon
- Dallas Goldtooth
- Cody Lightning